# Kondagalale, Sorab
Kondagalale là một làng thuộc tehsil Sorab, huyện Shimoga, bang Karnataka, Ấn Độ.